# (65242) 2002 EW115
2002 إي دابليو 115 (ويعرف أيضًا باسم (65242) 2002 إي دابليو 115 وفق تسمية الكوكب الصغير) (بالإنجليزية: 2002 EW115)‏ هو كويكب ضمن حزام الكويكبات؛ وترتيبه 65242 من حيث الاكتشاف.
اكتُشف هذا الجُرم الفلكي بواسطة تعقب الأجرام القريبة من الأرض في 10 مارس 2002.

## وصلات خارجية
- (65242) 2002 EW115 في قاعدة بيانات مختبر الدفع النفاث لأجرام النظام الشمسي الصغيرة

- الاكتشاف · مخطط المدار ·  العناصر المدارية · المعلمات المادية

- (65242) 2002 EW115 على موقع ويكي سكاي: DSS2, SDSS, GALEX, IRAS, Hydrogen α, X-Ray, Astrophoto, Sky Map, Articles and images